# Crombrugghia laetus
Crombrugghia laetus là một loài bướm đêm thuộc họ Pterophoridae. Nó được tìm thấy ở miền nam châu Âu, Bắc Phi, quần đảo Canaria, Tiểu Á và Iraq.
Sải cánh dài 14–23 mm.
Ấu trùng ăn các loài Andryala (bao gồm Andryala pinnatifida).